# Кортекс
Кортекс (фр. Cortex) је друга епизода француске игране и анимиране телевизијске серије Код Лиоко: Еволуција, рађене по серији Код Лиоко, која је такође и пета сезона те серије.

## Опис
Ликови нестрпљиво чекају у фабрици. Од касни. Ускоро се појављује и објашњава да је један од његових другова успео да хакује недавно објављену игру и припрема се да добије копију. Џереми преноси добре вести: он је са Аелитом репрограмирао Скидбладнир. Ускоро хероји ће бити у стању да иде у нову реплику у којој се налази Ксена.
Док пролазе кроз тунел у парку, ликови се суочавају са Вилијамом, који је огорчен, јер схвата да његови пријатељи су се вратили из фабрике, и он сумња да нешто није у реду са Ксеном. Улрик и Од разговарају са њим веома хладно и подсећају Вилијама о његовом глупом понашању током његове прве мисије на Лиоко. Група се раздваја и Јуми је узнемирена због тога како су други реаговали на Вилијама.
По повратку у Кадик академију, Од иде на тајни састанак у трпезарији. Он купује хаковану игру плаћајући 20 евра. Када је његов пријатељ отишао, Од остаје закључан јер га Џим није приметио и затворио врата. Поред тога, Одов мобилни телефон не ради.
Пријатељи чекају Ода у фабрици, али на крају одлучују да иду без њега. Јуми, Улрик и Аелита одлазе у сектор 5. Тамо поново виде Скид, по први пут од када га је Колос уништио. Хероји брзо пређу дигитално море и коначно нађу нову основану Реплику, која изгледа необично: спољна шкољка сектора је прекривена растињем, као да је била уздигнута са шиљцима. Џереми бира код и Скид улази унутра. У исто време, у трпезарији, Вилијам чује глас закључаног Ода. Он тражи Вилијама да позове неког у помоћ, али Вилијам, још увек огорчен због окршаја ујутро, одлази, не водећи рачуна о Оду. Он разуме, зашто је Од тако забринут: остатак групе се налази у фабрици због неке мисије.
Лиоко ратници, излазећи из дигиталног мора, виде нови виртуелни свет: Кортекс. То је била необична Реплика. Сектор, који је тамо, је јединствен. То не личи на оно што су видели. Огромне пловеће платформе се налазе око великог сферичног језгра. Неочекивано широм сектора се дистрибуира низак зујање, и платформе почињу да се крећу: да се раздвајају и да се окупљају, да се уједине и да се деле. Јуми летећи на Овервинг, удара се у зид, који се изненада појавио пред њом. Она је одмах виртуелизована, али се не појављује у скенерима. Џереми схвата да они треба да добију шифре, ако желе да је врате на Земљу. Улрик и Аелита путују на Овербајк до језгра Кортекса. Током пута пол се клизи право испред Овербајка. Мотоцикл је суочен са зидом, Улрик падне на под и девиртуелизује се, као и Јуми. Аелита је сачувана захваљујући својим крилима, и сама лети даље.
У исто време, Вилијам долази у фабрику. Џереми није срећан због тога, али одлучује да га виртуелизује у Кортексу да помогне Аелити. Вилијам се појављује око Скида. Он диви сектор. Када Џереми нуди да му пошаље возило, он одговара да није неопходно… И путује по Кортексу, користећи Супер-дим. У Кадик академији, Џим коначно ослободи Ода из трпезарије. Када наставник каже дечаку, да Вилијам није му ништа рекао, Од брзо иде у фабрику, схватајући да је Вилијам већ тамо. Џим вади свеску и бележи, да Од мора да остане кажњен десет сати након лекција.
Аелита достиже центар сектора, али на њеном путу проналази неке крабе. Појава Вилијама има огроман утицај на исход битке. Бивши Ксенин ратник се брзо бори са чудовиштима и уништава пуно њих. Вилијам и Аелита приступају моћним затвореним вратима. Изгледа немогуће да уђу унутра: чак и Вилијамом мач не може да прекине врата. Али изненада врата се отварају сами. Појављују се нове крабове. Вилијам шаље Аелиту до сржи, а он остаје да се брине о чудовиштима. Од му се придружи, а битка почиње на неколико фронтова. Са једне стране, Од и Вилијам желе да се боре против чудовишта, а са друге: Од жели да се освети против Вилијама. Вилијам не заостаје, и, на крају, почињу борбу.
У језгру Аелита користи телепортацију, која је преноси у другу собу. Она открива тамо интерфејс и повезује се са системом да пронађе кодове који могу да врате њене пријатеље на Земљу. Десетине слика стварног света појављују се пред њеним очима. Иако Аелита проналази кодове, слика се појављује и остаје на екрану: то је фотографија Франца Хопера, њеног покојног оца. Врата у језгро почињу да се затварају, и Аелита мора да побегне. Нађени кодови раде, и на Земљи Улрик и Јуми излазе из скенера. Након повратка у стварни свет, хероји одлучују да се помире са Вилијамом, али са оклевањем. Од је посебно несрећан. У међувремену Аелита се пита зашто она је нашла фотографију свог оца у Кортексу.

## Емитовање
Ова и претходна епизода премијерно су приказане 5. децембра 2012. године искључиво у Паризу, само за неке чланове јавности, али је ова епизода премијерно приказана 5. јануара 2013. године на телевизијском каналу „France 3“. У Србији, епизода је премијерно приказана 14. децембра 2013. на каналу ТВ Ултра.